# Strömsholmen, Hangö
Strömsholmen är en ö i Finland.   Den ligger i kommunen Hangö i den ekonomiska regionen  Raseborgs ekonomiska region  och landskapet Nyland, i den södra delen av landet, 110 km väster om huvudstaden Helsingfors.
Strömsholmen ligger mellan Hangö udd i söder och Bromarv i norr. Den är delvis sammanväxt med Tjäruholmen i väster och Bengtsår i öster. Båda sunden är igenväxta med vass, men i sundet mot Bengtsår har vassen avverkats så att en grund kanal har bildats.